# François Plisson
François Plisson, né le 24 septembre 1961 à Paris, est un dessinateur de bande dessinée français.

## Œuvre
Plisson est le dessinateur de tous ces albums, et son collaborateur leur scénariste.
- Tristan le Ménestrel, avec Héléne Cornen, Dargaud :

1. Le Sortilège d'Ysandrelle, 1987  (ISBN 2-87129-022-9).
2. L'Île des rois maudits, 1988  (ISBN 2-87129-032-6).
3. L'Appel des druides, 1989  (ISBN 2-87129-052-0).
4. L'Élixir de l'oubli, 1990  (ISBN 2-87129-061-X).
5. Bolbec le noir, 1991  (ISBN 2-87129-064-4).
6. Ianna, 1994  (ISBN 2-20504-154-1).
7. Les Conquérants du soleil, 1995  (ISBN 2-20504-237-8).

- La Tartare, avec Hélène Cornen, Soleil, coll. « Soleil noir » :

1. Orchidée, 1995  (ISBN 2-87764-274-7).

- Taanoki, avec Jéromine Pasteur, Casterman :

1. La Rencontre, 2000  (ISBN 2-203-38939-7).
2. Le Fils du jaguar[1], 2002  (ISBN 2-203-38975-3).

- Akarad, avec Franz, Nucléa :

1. L'homme qui devint Loup, 2003  (ISBN 2-914235-46-1)[2].

- Les Korrigans d'Elidwenn, avec Héléne Cornen, Éditions de la Fibule :

1. La Porte des légendes, 2005  (ISBN 2-9523621-0-6).
2. Le Mystère des hommes-crabes, 2006  (ISBN 2-9523621-1-4).
3. Les Korils des bois[3], 2006  (ISBN 2-9523621-2-2).
4. Les Poulpikans d'Ouessant, 2008  (ISBN 2-9523621-3-0).
5. La Licorne de Brocéliande[4], 2009  (ISBN 2-9523621-6-5).

- Histoires corses[5], avec Frédéric Bertocchini, DCL Éditions, 2011  (ISBN 978-2-354-16051-7).